# Causa por espionaje en la ciudad de Buenos Aires (2009)
La causa por espionaje o causa de las escuchas ilegales en la ciudad de Buenos Aires se refiere a una denuncia relacionada con una supuesta estructura de espionaje paraestatal, con escuchas telefónicas ilegales que presuntamente habría empleado el gobierno de la Ciudad Autónoma de Buenos Aires para fines personales. Por la misma fueron originalmente procesados el entonces titular del Ministerio de Educación de la Ciudad de Buenos Aires, Mariano Narodowski,  y el entonces Jefe de Gobierno de la ciudad de Buenos Aires y posteriormente Presidente de Argentina, Mauricio Macri, quien fuera sobreseído a pocos días de asumir la presidencia por el juez federal Sebastián Casanello.
En octubre de 2018, la Cámara Nacional de Casación Penal anuló toda la causa en su instrucción por parte del juez federal Norberto Oyarbide y del fiscal federal Alberto Nisman.

## Antecedentes
En octubre de 2009, Sergio Burstein, líder de la comunidad judía que había liderado la oposición contra el nombramiento de Fino Palacios como jefe de Policía debido a sus conexiones con el atentado terrorista a la AMIA de 1994, denunció penalmente que estaba siendo espiado por la Policía de la Ciudad de Buenos Aires.
Burstein denunció que estaba siendo amenazado y pidió custodia para su casa antes de saber que tenía los teléfonos intervenidos. Poco después, la justicia verificó que en efecto, Burnstein estaba siendo espiado, investigando a Fino Palacios y su sucesor Osvaldo Chamorro; un abogado de la policía Federal que se desempeñaba para el Ministerio de Educación de la Ciudad de Buenos Aires (Ciro James); y dos jueces de la Provincia de Misiones, entre otros.

## Investigación y procesamientos
La investigación reveló que el espionaje abarcaba a líderes opositores, además de empresarios, sindicalistas. Los espías habían intervenido ilegalmente el teléfono del yerno de Franco Macri, un parapsicólogo que había sido amenazado por su suegro. En diciembre de 2009 fueron detenidos por este caso el «Fino» Palacios, Osvaldo Chamorro y Ciro James, a la vez que debió renunciar el ministro de Educación Mariano Narodowski, asumiendo en su lugar al frente de la cartera el escritor Abel Posse.
Ciro Gerardo James, un abogado y miembro de la Policía Federal, fue detenido el 5 de octubre de 2009 acusado de realizar escuchas telefónicas ilegales por orden del ex comisario Jorge Alberto «Fino» Palacios, cuando la justicia le encontró, durante un allanamiento, dos aparatos para interferir teléfonos.
Jorge Alberto «Fino» Palacios, fue detenido el 17 de noviembre de 2009.
Mauricio Macri sostuvo que se trataba de una maniobra política impulsada por el kirchnerismo.  El 14 de mayo de 2010 el juez Norberto Oyarbide lo procesó junto a «Fino» Palacios por considerarlos partícipes necesarios de una asociación ilícita y sobreseyó al también denunciado ministro de Seguridad porteño Guillermo Montenegro.
En diciembre de 2010 la Sala I de la Cámara de Apelaciones en lo Criminal y Correccional Federal ordenó al juez Oyarbide que disponga la inmediata liberación de Palacios cuestionando por segunda vez la actuación del juez que debía investigar y no sancionar. Los jueces le recordaron que ya habían anulado un fallo de Oyarbide relativo al encierro de Palacios por serios defectos en su fundamentación pero que el juez había vuelto a incurrir en todos los defectos que habían buscado prevenir y le recordaron que la misión del juez instructor se «vincula exclusivamente con el descubrimiento de la verdad».
Los jueces de instrucción de Posadas, José Luis Rey y Horacio Gallardo, fueron destituidos por haber ordenado las escuchas.
En mayo de 2010 el juez Oyarbide procesó también el exministro de Educación del gobierno porteño, Mariano Narodowski y a Mauricio Macri por los delitos de violación de secretos, abuso de autoridad y falsificación de documentos públicos falsificación de documentos públicos en concurso con el de asociación ilícita —en carácter de miembro— y como partícipe necesario). Jorge «Fino» Palacios y Ciro James, ambos procesados y detenidos; Osvaldo Chamorro; el ministro de Educación de la Ciudad de Buenos Aires, Mariano Narodowski, quien tuvo revocado su procesamiento por encubrimiento; el Juez de instrucción de la ciudad de Posadas, José Luis Rey y el también juez Horacio Gallardo, ambos por haber ordenado escuchas ilegales; y el ministro de Justicia y Seguridad de la Ciudad de Buenos Aires, Guillermo Montenegro. Según el procesamiento  el jefe del Gobierno de la Ciudad de Buenos Aires habría impulsado, a través del exjefe de la Policía Metropolitana Palacios, la contratación del expolicía federal Ciro Gerardo James para realizar las escuchas ilegales que tuvieron como víctimas a su cuñado, Néstor Leonardo, y a Sergio Burstein.
Sergio Burstein una de las víctimas de espionaje declaró que la investigación duró muchos años, y que el fiscal Nisman contó que 'como viene la cosa, llegamos hasta Macri, no tengas ninguna duda. Éstos metieron una side paralela en la Ciudad de Buenos Aires', me dijo, y apareció un papelito mostrando que Ciro James estaba contratado en el Ministerio de Educación (porteño) y estalló todo".

## Desarrollo de la causa
La sala I de la Cámara de Casación Penal formada por los jueces Eduardo Farah, Eduardo Freiler y Jorge Ballestero le sugirió a Oyarbide que no investigara el expediente como si se tratara de escuchas ilegales aisladas sino como una organización paraestatal de espionaje.
El 8 de junio de 2012, la sala III de la Cámara de Casación Penal desestimó una apelación de Mauricio Macri con lo cual quedó en condiciones de ser enviado a juicio oral y público. El procesamiento a Macri fue sin prisión preventiva, pero con un embargo de 250.000 pesos.
El tribunal también rechazó el recurso de casación que había planteado la defensa de Macri contra el juez, por lo que Norberto Oyarbide continuará a cargo de la causa. El juez procesó a Macri junto a otras once personas, entre ellas el exjefe de la Policía Metropolitana Jorge "Fino" Palacios, el exministro de Educación porteño Mariano Narodowski y el supuesto espía Ciro James. Sin embargo el juez original fue apartado dando un giro la caus. El caso pasó a manos del juez Casanello, que decidió elevar la causa juicio oral, pero excluyó de la nómina a Macri por entender que le faltaban pruebas y había que profundizar la investigación: pidió informes a la empresa estadounidense Ackerman, por el presunto espionaje al cuñado de Macri y dispuso la declaración del exministro de Seguridad porteño Guillermo Montenegro, por la designación del "Fino" Palacios. 
En marzo de 2015, los abogados de Mauricio Macri pidieron a la Cámara Federal que lo desligue de la causa, y en julio la Sala I del tribunal mantuvo el procesamiento y afirmó que había que evaluar más pruebas antes de definir su situación procesal.
En diciembre de 2015, a días de asumir como presidente el fiscal Jorge Di Lello pidió sobreseer a Mauricio Macri en la causa con fundamento en las nuevas pruebas incorporadas a la misma. Macri fue finalmente sobreseído el 29 de diciembre.
En 2017 la cámara fijó fecha para juicio oral para el 5 de septiembre de 2017; donde debían ir a juicio el presunto espía Ciro James y el exministro de Educación porteño Mariano Narodowski, además de exjueces, empleados judiciales y policías de Misiones, acusados de espionaje ilegal. Días antes de su comienzo el Tribunal Oral Federal N° 5 dispuso que arranque recién el 7 de febrero de 2019 con diversos argumentos, que van desde la congestión de causas hasta el posible juicio político a uno de los jueces encargados del juzgamiento. Los imputados son Ciro James; los exjefes de la Policía Metropolitana Jorge "Fino" Palacios y Osvaldo Chamorro; el extitular de la cartera educativa porteña, Mariano Narodowski; el destituido juez federal de Misiones, José Luis Rey; su exsecretaria Mónica González; y cinco expolicías federales misioneros, encabezados por Diego Guarda, continuaron rumbo a juicio. A todos ellos se los responsabilizó por haber introducido números telefónicos en expedientes judiciales para ordenar intercepciones que eran recolectadas por James, cuya fachada era trabajar como abogado bajo las órdenes de Palacios.
El 4 de octubre de 2018, la Cámara Nacional de Casación Penal declaró nula toda la cauda judicial.

## Denuncia por supuestas coimas al juez
Según el editorialista de La Nación Carlos Pagni, en 2016 Daniel Angelici, supuesto operador judicial de Mauricio Macri, le dio dinero a un juez para beneficiar a Macri. Angelici se habría reunido Eduardo Freiler, juez de la Cámara Nacional de Apelaciones en lo Criminal y Correccional Federal, por una presunta maniobra para favorecer a Mauricio Macri en la causa por las escuchas ilegales.
En noviembre de 2016 el diputado Julo Raffo presentó una denuncia contra Daniel Angelici y Eduardo Freiler por el supuesto pago de dinero para beneficiar al entonces Presidente. Es que el 14 de junio de ese año, la Sala I de la cual Freiler forma parte, confirmó el sobresimiento de Macri en la causa por las escuchas ilegales. por supuesto delito de cohecho o prevaricato. Luego del sorteo, la denuncia se tramita en el Juzgado Federal N.º 1, a cargo de la jueza María Servini de Cubría. Según el denunciante, Freiler le habría pedido dinero a Angelici para favorecer a Macri en la causa de las escuchas ilegales y Angelici se la habría dado. Según el denunciante, Macri le habría dicho: "Si querés recuperar la plata, pedile que te la devuelva porque yo no pongo una moneda". También dijo el denunciante que Freiler no habría sido el único camarista, y que uno de los dos habría devuelto el dinero y otro no. Freiler; Ballesteros y Farah votaron por sobreseer a Macri. Posteriormente Pagni ratificaria ante la justicia sus dichos. el doce de diciembre la jueza federal María Romilda Servini de Cubría citó a declarar como testigo de la causa a Carlos Pagni.